# 김석준 (기업인)
김석준(金錫俊, 1953년 4월 9일~)은 대한민국의 기업인이며 현재 쌍용건설 회장이다. 대구 출신이다.

## 학력
- 1971년: 서울대광고등학교
- 1978년: 고려대학교 경영학 학사

## 경력
- 1977년 5월: 쌍용그룹 기획조정실에 입사
- 1980년 1월: 쌍용 L.A. 및 뉴욕 지사
- 1982년 6월: 쌍용건설 이사
- 1983년 1월: 쌍용건설 대표이사 사장
- 1991년 7월: 쌍용그룹 부회장
- 1992년 12월: 쌍용건설 대표이사 회장
- 1994년 1월: 쌍용자동차 대표이사 회장
- 1994년 1월: 쌍용그룹 총괄부회장
- 1995년 4월: 쌍용양회공업 대표이사 회장
- 1995년 4월: 쌍용그룹 회장
- 1998년 3월: 쌍용건설 대표이사 회장
- 2006년 3월~현재: 쌍용건설 회장

## 수상 경력
- 1986년: 산업포장[1]
- 1987년: 은탑산업훈장[1]
- 1991년: 금탑산업훈장[1]
- 2004년: 국무총리 표창(경부고속철도 개통 유공자)[1]